# Вжесниця
Вжесни́ця (пол. Wrześnica, Września)  — річка в Польщі, у Гнезненському й Вжесінському повітах Великопольського воєводства. Права притока Варти (басейн Балтійського моря).

## Опис
Довжина річки 49 км, висота витоку над рівнем моря 112 м, найкоротша відстань між витоком і гирлом — 41,21 км, коефіцієнт звивистості річки — 1,19[джерело?]. Площа басейну водозбору 355 км².

## Розташування
Бере початок на західній стороні від міста Гнезно. Спочатку тече переважно на південний захід через Павлово і у місті Чернеєво повертає на південний схід. Далі тече через Радоміце, місто Вжесьня і біля села Самажево впадає у річку Варту, праву притоку Одри.
Притоки: Вжеснянка (ліва).

## Цікаві факти
- У місті Вжесьні річка тече через парк ім. маршала Польщі Юзефа Пілсудського.